# Биве
Биве (фр. Bivès) насеље је и општина у јужној Француској у региону Миди Пирене, у департману Жерс која припада префектури Кондом.
По подацима из 2011. године у општини је живело 129 становника, а густина насељености је износила 12,99 становника/km². Општина се простире на површини од 9,93 km². Налази се на средњој надморској висини од 182 метара (максималној 192 m, а минималној 107 m).

## Демографија
| 1962. | 1968. | 1975. | 1982. | 1990. | 1999. | 2011. |
| ----- | ----- | ----- | ----- | ----- | ----- | ----- |
| 147   | 170   | 147   | 133   | 125   | 130   | 129   |

График промене броја становника у току последњих година